# Tomáš Brejník
Tomáš Brejník (* 22. prosince 1971 v Kladně) je bývalý český hokejový obránce. Brejník je odchovanec PZ Kladno. V sezóně 1993/94 získal extraligový titul s Olomoucí. V nejvyšší české soutěži strávil 2 sezóny, v nichž odehrál 33 zápasů a zaznamenal 2 góly a 2 asistence. Naposledy hrál na organizované úrovni v sezóně 2015/16 ve Středočeské krajské lize za HC Rakovník.